# Jean Emelina
Jean Emelina, né le 16 avril 1934 à Malaussène et mort le 8 mai 2024 à Nice, est un universitaire et écrivain français.

## Biographie
Jean Emelina est professeur d'université honoraire de la faculté de Nice, conférencier, écrivain.
Il est spécialiste de la littérature française du XVIIe siècle, de Molière et de Racine, écrit des livres sur sa région natale de l'arrière-pays niçois et des romans policiers.
Jean Emelina a également publié sous le pseudonyme de Michel Léman.

## Ouvrages (sélection)
Sous le nom de Michel Léman
- La Salle de bains, éditions Julliard, 1971
- La Vive  saison, éditions Julliard, 1975
- Mathusalem le sanglier, illustrations Eve Jacob, éditions Messidor, 1990  (ISBN 9782209063147)
- A Rebrousse poil : Rubrique d’humeur  hebdomadaire, dans Nice Matin (1981-1991)

Sous son nom propre :
- Les Valets et les servantes dans le théâtre comique en France de 1610 à 1700 (Série Recherches), doctorat d'état, Paris IV, édition CEL, 1975, ASIN B000H7JZZ2
- Edgar Poe et la raison visionnaire, avec Denise Terrel, Nice Université. 1988.
- Le Comique. Essai d'interprétation générale, Sedes, 1991
- Racine infiniment, Sedes, 1999  (ISBN 9782718192574)
- Comédie et Tragédie, essais, Faculté des lettres, Université de Nice, 1998.
- Les  Chemins de la libido, Essai, L’Harmattan, 2004
- avec Gabriel Conesa éd., Les Mises en scène de Molière du XXe siècle à nos jours. Actes du 3e colloque international de Pézenas, 3-4 juin 2005, Domens, 2007.
- RDA mon amour, Librinova, 2019  (ISBN 9782376400424)
- Le Pays Niçois : Vies d’hier & d’aujourd’hui, éditions Baie des Anges, 2021  (ISBN 9782376400677)

Romans policiers
- Samba niçoise, éditions Baie des Anges, 2013  (ISBN 9782917790502)
- Alerte à Coco Beach, éditions Baie des Anges, 2014  (ISBN 9782917790625)
- Cyanure à Valrose, éditions Baie des Anges, 2015  (ISBN 9782917790779)
- Ouragans sur la Côte, éditions Baie des Anges, 2016  (ISBN 9782917790915)
- Mystère à Isola 2000, éditions Baie des Anges, 2018  (ISBN 9782376400158)
- Chienne d'enquête en Pays Niçois, éditions Baie des Anges, 2019  (ISBN 9782376400424)
- L’inconnue du Paillon, éditions Baie des Anges, 2022  (ISBN 9782376400806)